# Pierre Werner
Pierre Werner, född 29 december 1913 i Saint-André-lez-Lille i Frankrike, död 24 juni 2002 i Luxemburg, var en luxemburgsk politiker och statsman, kristdemokrat, Kristligt-Sociala Folkpartiet, (CSV), premiärminister och Europapolitiker. Werner var landets premiärminister och regeringschef i två perioder 1964–1974 och 1979–1984, samt partiledare för (CSV) 1959–1984. Han hade olika poster i regeringen 1953–1974 och 1979–1984. Werner lade grunden för EU:s monetära unionen (EMU) och införandet av gemensam europeisk valuta (euro). Werner var en välkänd förespråkare för Europatanken och EU.

## Bakgrund
Pierre Werner, vars föräldrar var luxemburgiska, genomförde sin skolgång i Luxemburg och studerade juridik i Luxemburg och i Paris 1934–1937 och statskunskap vid Ecole libre des Sciences politique i Paris. I januari 1938 tog Werner doktorsexamen i juridik i Luxemburg. Under sina studier var Werner aktiv i olika studentorganisationer och var ordförande för katolska studentförbundet i Luxemburg 1935–1937 och vice ordförande för den internationella katolska studentorganisationen Pax Romana 1937. 1939 gifte han sig med Henriette Pescatore (död 1984). Paret fick tre söner och två döttrar.

## Jurist och statstjänsteman
Werner startade sitt yrkesliv som privatpraktiserade jurist i Luxemburg 1938 innan han blev rekryterad till en stor bank i Luxemburg stad (Banque Générale du Luxembourg) som han arbetade för fram till 1944. Under den tyska ockupationen 1940–1945 arbetade Werner i hemlighet för motståndsrörelsen och var ekonomisk rådgivare åt landets exilregering. Med risk för eget liv gav Werner information om ekonomiska kontroller som tyskarna planerade att genomföra av enskilda och företag. 1944 fick Werner i uppdrag av exilregeringen att utarbeta ett förslag till ett organiserat efterkrigssamarbete mellan de tre länderna Luxemburg, Belgien och Nederländerna, inom politik, ekonomi, försvar och utrikespolitik. Werners förslag kom att utgöra grund för Benelux-unionen mellan länderna och gav i sin tur inspirationen till bildandet av EU. Efter exilregeringens återkomst från London efter andra världskriget blev Werner statstjänsteman i finansministeriet. 1945 blev han utnämnd till kommissionär för ministeriets granskning av banker och andra finansinstitut, en post som han hade till 1949 samtidigt som han var rådgivare och regeringen. På uppdrag av landets regering var Werner verksam med att bygga upp internationellt samarbete inom ramen för de nya institutioner som blev följde av Bretton Woodssystemet (Världsbanken och Internationella valutafonden, IMF).

## Politiker
Den 29 december 1953, på sin 40-årsdag, blev Werner utnämnd till finans- och försvarsminister, trots att han inte var folkvald politiker, i den regering som kristdemokraten Joseph Bech bildade efter sin företrädare Pierre Dupongs avgång. Efter parlamentsvalet i juni 1954 blev Werner på nytt finans- och försvarsminister. 

## Premiärminister
Efter valet i mars 1959 blev Werner partiordförande för CSV och utnämnd till premiär- och finansminister. Efter valet till parlamentet 1964 blev Werner för andra gången utnämnd till premiärminister och var dessutom handels- och justitieminister. Efter en tredje valseger blev Werner premiärminister i februari 1969 och var dessutom finansminister. Efter en kraftig tillbakagång för kristdemokraterna i valet 1974 valde CSV att inte delta i nästa regering. För första gången sedan 1945 gick partiet i opposition och ny regering bildades under ledning av liberalen Gaston Thorn (senare ordförande för EU-kommissionen) tillsammans med arbetarpartiet. Efter nästa val i juni 1979 återkom CSV i regeringen efter en stor valframgång och Werner blev premiärminister för fjärde och sista gången då han valde att inte kandidera i nästa val 1984 för att släppa fram sin finansminister Jacques Santer till sin efterträdare. Santer blev senare den andre ordföranden för EU-kommissionen som hämtades från Luxemburg. Det nyvalda parlamentet 1984 gav Werner hederstiteln: "Alla luxemburgares premiärminister".

## Politisk gärning
Under Werners tid som premiärminister genomgick Luxemburgs ekonomi och industri en omvandling och diversifiering, samtidigt som landets ekonomi gick in i en allvarlig kris genom den stålkris som påverkade hela Europa under 1970- och 1980-talen. Krisen drabbade Luxemburg särskilt hårt och tvingade fram en nydaning av landets hela tillverkningsindustri. Stålindustrin fick omvandlas genom en kraftig minskning och genom en ökad specialisering. Werner mötte landets ekonomiska kris genom att tillsätta en nationell utvecklingskommitté, med representanter för samtliga partier, fackliga organisationer, näringsliv och universitet, under egen ledning, för att minska landets beroende av tung tillverkningsindustri och att få till stånd investeringar i nya moderna tillväxtnäringar. Han lyckades göra Luxemburg till ett centrum för Europas globala satellitkommunikationer och få företag inom läkemedel, kemi, underhållningsindustri och finansiella institut att etablera sig i landet. Werner lyckades under sin tid som premiärminister att etablera flera Europeiska- och internationella institutioner till Luxemburg. Han placerade sitt land i centrum för skapandet av en Europeisk Union tillsammans med sina personliga vänner som Joseph Bech, Jean Monnet och Robert Schuman.

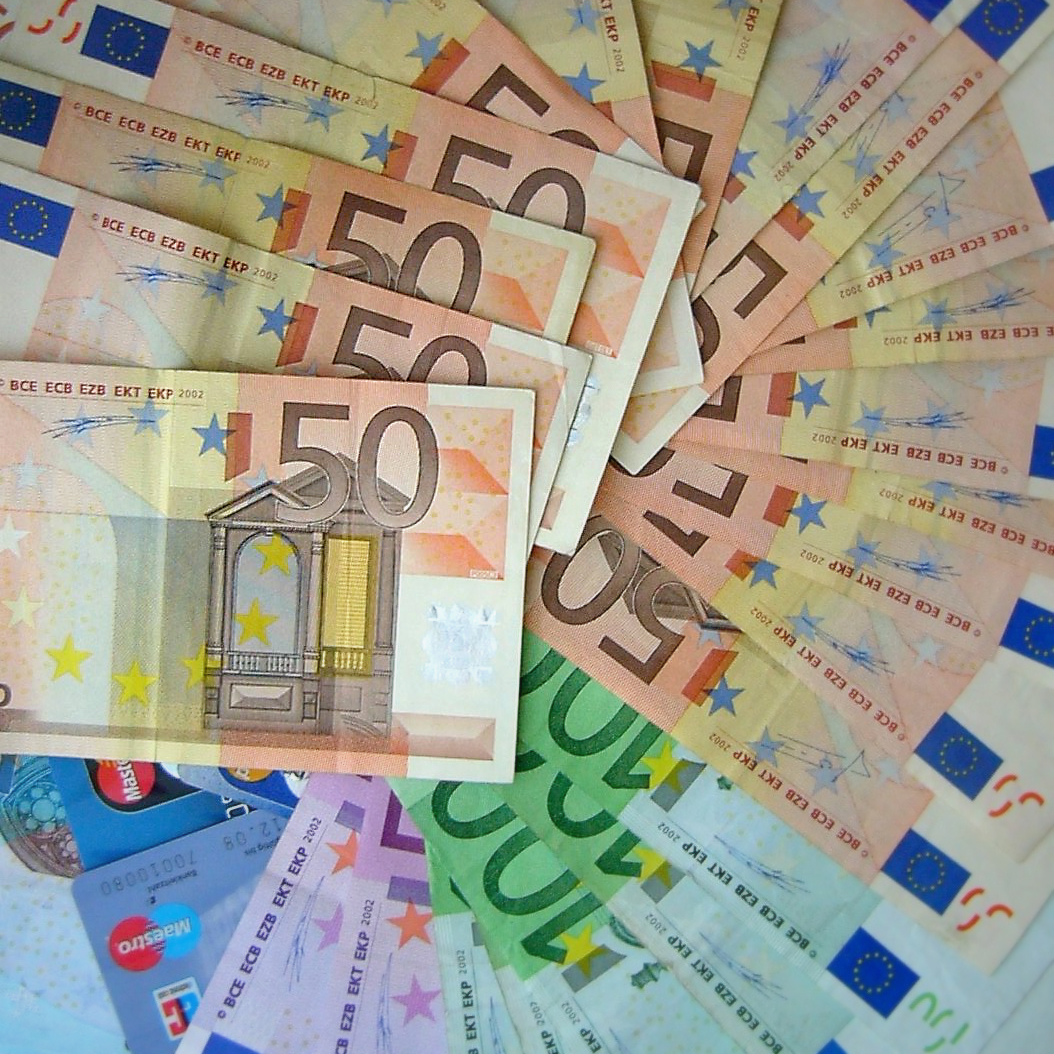
Eurosedlar.

## Wernerplanen
I mars 1970 fick Werner en förfrågan från EU:s stats- och regeringschefer att leda en grupp som skulle undersöka olika aspekter av att införa en monetär union i dåvarande (EG). Gruppens slutrapport blev känd som "Wernerplanen" och lämnade konkreta förslag, även i detaljer, på den ekonomiska- och monetära union (EMU) som skrevs in i EU:s Maastrichtfördrag 1992 och resulterade i att euron infördes som valuta. Planen kom inte att genomföras i sin helhet bl.a. på grund av oljekrisen under 1970-talet, en allmän ekonomisk nedgång under 1970-1980-talen och motstånd från Storbritannien och Danmark. Förslaget om att införa euron bygger på Werners egen erfarenhet av att leda den valutaunion mellan Luxemburg och Belgien som 1960 skapades på hans förslag. Werner kallade sitt förslag till en ny europeisk valuta för "euro". 
I slutet av sitt liv argumenterade han för att ett nästa steg skulle tas genom skapandet av en världsvaluta - "Mondo".

## Luxemburgskompromissen
Då EU-kommissionen i mars 1965 la fram en plan som bland annat skulle öka Europaparlamentets makt reagerade den franska regeringen våldsamt och EU kastades in i en svår kris som Werner löste  1965 genom direkta förhandlingar med den franska regeringen som accepterade hans förslag till kompromiss (Luxemburgkompromissen) som innebar att vetorätt infördes Ministerrådet trots Romfördragets regelverk om majoritetsbeslut. Under sju månader drog Frankrike tillbaka sina representanter från EU, vilket senare kom att kallas för den Tomma stolens politik. Orsaken till krisen var att Frankrikes konservativa president Charles de Gaulle inte delade idén om en europeisk union, utan förespråkade "fäderneslandets Europa". Med detta ställningstagande hoppades de Gaulle att kunna bevara Frankrikes ledarskap i Europa. Det anses allmänt att resultatet blev motsatt. Frankrike kom att förlora mycket prestige och tvingades senare acceptera införande av Euron och att ge Europaparlamentet mer makt. Werner tyckte att kompromissen var fel i sak, men var nödvändig för att EU skulle kunna fortsätta verka för en ökad integration i Europa.

## Efter politiken
Efter att ha lämnat politiken 1984 blev Werner styrelseordförande “Compagnie Luxembourgeoise de Télédiffusion” (CLT) senare kallad RTL Group 1985–1987. Mellan 1989 och 1996 var Werner styrelseordförande för SES (Société européenne des Satellites), operatören av ASTRA:s satelliter.